# Åstjärnet, Dalsland
Åstjärnet är en sjö i Dals-Eds kommun i Dalsland och ingår i Göta älvs huvudavrinningsområde. Sjön har en area på 0,234 kvadratkilometer och ligger 115,7 meter över havet.

## Delavrinningsområde
Åstjärnet ingår i det delavrinningsområde (653710-128238) som SMHI kallar för Utloppet av Vångsjön. Medelhöjden är 148 meter över havet och ytan är 44,69 kvadratkilometer. Räknas de 5 avrinningsområdena uppströms in blir den ackumulerade arean 99,68 kvadratkilometer. Stenebyälven (Grorudsälven) som avvattnar avrinningsområdet har biflödesordning 3, vilket innebär att vattnet flödar genom totalt 3 vattendrag innan det når havet efter 214 kilometer. Avrinningsområdet består mestadels av skog (69 procent). Avrinningsområdet har 1,64 kvadratkilometer vattenytor vilket ger det en sjöprocent på 3,7 procent. Bebyggelsen i området täcker en yta av 0,86 kvadratkilometer eller 2 procent av avrinningsområdet.